# Scotoleon carrizonus
Scotoleon carrizonus är en insektsart som först beskrevs av Hagen 1888.  Scotoleon carrizonus ingår i släktet Scotoleon och familjen myrlejonsländor. Inga underarter finns listade i Catalogue of Life.